# 汪本
汪本（1477年—？），字惟中，江西饒州府浮梁縣人，軍籍，明朝政治人物。

## 生平
正德二年（1507年）丁卯科江西鄉試舉人。正德六年（1511年）中式辛未科會試第二百七十六名，登第三甲第三十七名進士。

## 家族
曾祖汪志昂；祖父汪文瑛；父汪浹，母張氏。具庆下。